# Сант-Арсенио
Сант-Арсенио (итал. Sant'Arsenio) — коммуна в Италии, располагается в регионе Кампания, в провинции Салерно.
Население составляет 2726 человек (2008 г.), плотность населения составляет 136 чел./км². Занимает площадь 20 км². Почтовый индекс — 84037. Телефонный код — 0975.
Покровителями коммуны почитаются святой Арсений Великий, празднование 19 июля, и святая Анна, празднование 26 июля.

## Демография
Динамика населения:

## Администрация коммуны
- Официальный сайт: http://www.comune.santarsenio.sa.it